# 静婷
静婷（英語：Tsin Ting，1934年3月8日—2022年10月20日），中華民國女藝人、歌手，原名郭大妹，又名席靜婷，生于四川，1949年随家人到英屬香港，因家庭经济拮据，1951年17岁时的靜婷就出来在夜总会唱歌；为了隱藏身份，改用母亲的“席”姓，取名静婷。后为电影插曲做和声伴唱，因演唱优美，1957年出道后並担任电影幕后代唱，有「黃梅調歌后」、「萬能歌后」之美譽。

## 演藝生涯
静婷1959年在电影《江山美人》里与江宏（崔萍的丈夫）用黄梅调对唱的插曲《戏凤》及《扮皇帝》风靡一时，1960年演唱《我的心裡沒有他》（原曲为1955年Carlos Eleta Almarán所作《Historia de un Amor》）成為華語音樂經典，並曾被鄧麗君、張國榮、黃小琥等歌手翻唱，1963年在幕后为李翰祥导演的黄梅调电影《梁山伯与祝英台》乐蒂的代唱，大获成功。1972年静婷退出歌坛到美国照顾其独生女儿，时而复出做娱乐性質的演唱。1997年連同刘韵、崔萍和吴莺音一起参加百代唱片百年诞辰之际的金光灿烂耀舞台演唱会，2007年举办静听静婷50年演唱会，2009年举办最激静婷演唱会等。2017年1月到台灣參與「寶島回想曲─周藍萍經典作品音樂會」的演唱。
静婷1967年第一次到台湾演出，因为喜欢台湾的人文风情，于是在2016年底与女儿从香港移居台湾，选择在林口定居，原因是“林口离机场较近，如果要搭飞机回香港也很方便”。静婷晚年深居簡出，過着退休生活；静婷女儿Ivy指母亲是自然老化，于2022年10月20日凌晨兩時許在林口长庚医院过世。其追思会将定于11月1日在台北第二殡仪馆举行公祭。享壽88岁。